# كريس تونييتو
كريس تونييتو (ريو دي جانيرو، 14 مايو 1991) محامي وسياسي برازيلي.

## سيرة شخصية
وُلدت كريستين نوغيرا دوس ريس تونييتو في ريو دي جانيرو في 14 مايو 1991. بصفتها محامية كاثوليكية رومانية وعضوًا في المركز الثقافي سنترو دوم بوسكو، قامت في عام 2017 بعمل ضد بورتا دوس فوندوس الفكاهي، وذلك بفضل مقطع الفيديو الذي يسخر من السماء في الكاثوليكية. في انتخابات 7 أكتوبر 2018 تم انتخاب تونييتو نائبًا فيدراليًا للحزب الاجتماعي الليبرالي عن ريو دي جانيرو، بأغلبية 38.129 صوتًا (0.50٪ من الأصوات الصحيحة).
تونييتو هو مؤيد قوي للحياة ويعارض الإجهاض في جميع الحالات.